# Michael Ovitz
Michael S. Ovitz (nascido em Los Angeles, 14 de dezembro de 1946) foi um agente que representa os atores de cinema de estúdios de produção, co-criador e chefe da agência Creative Artists Agency de 1975-1995 e liderou a The Walt Disney Company por 16 meses a partir de agosto de 1995 a 27 de dezembro de 1996.
Após o fracasso de sua nova empresa, Grupo Artist Management, ele sai do negócio e continua a sua atividade como um investidor privado e conselheiro informal de Martin Scorsese, David Letterman e Tom Clancy.